# Travertí

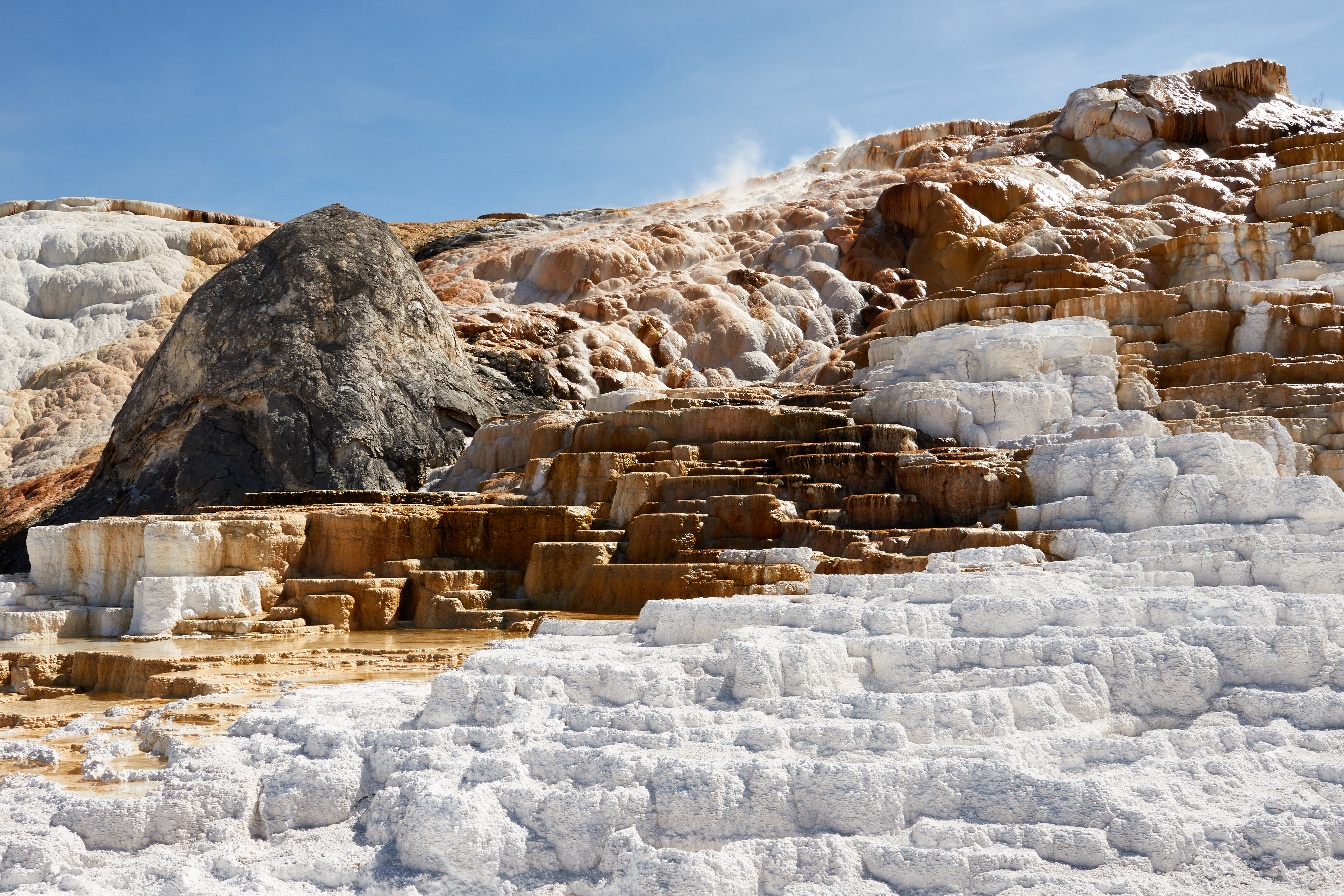
Terrasses de travertí al Parc Nacional de Yellowstone (Estats Units).

El travertí és una roca sedimentària calcària de tipus químic, formada per calcita, aragonita i limonita, molt utilitzada en la construcció, especialment a l'antiga Roma, des del I mil·lenni aC.
La diferència entre el dipòsit calcari de tipus esponjós i el banc de travertí es deu substancialment a la conformació geològica del terreny càrstic on s'origina: la pedra calcària és un dels dipòsits més freqüents a la natura i es produeix per la precipitació de carbonat de calci dissolt en aigua. Un ambient en què la solució calcària hagi tingut temps d'estancar-se i sedimentar-se en un terreny planer, prou propera a la superfície per poder travessar cicles d'evaporació i submersió, poc destorbada pels corrents d'aigua, és el més propici per a la formació del travertí. És habitual trobar-ne en dipòsits d'aigües termals i vora les cascades.
El color del travertí depèn dels òxids que ha incorporat (cosa que succeeix amb una relativa facilitat, ja que és una pedra porosa per naturalesa). La coloració natural varia del blanc al marronós, tot passant per diverses gammes que van del groc al vermell. És freqüent trobar-hi empremtes fòssils d'animals i de plantes.

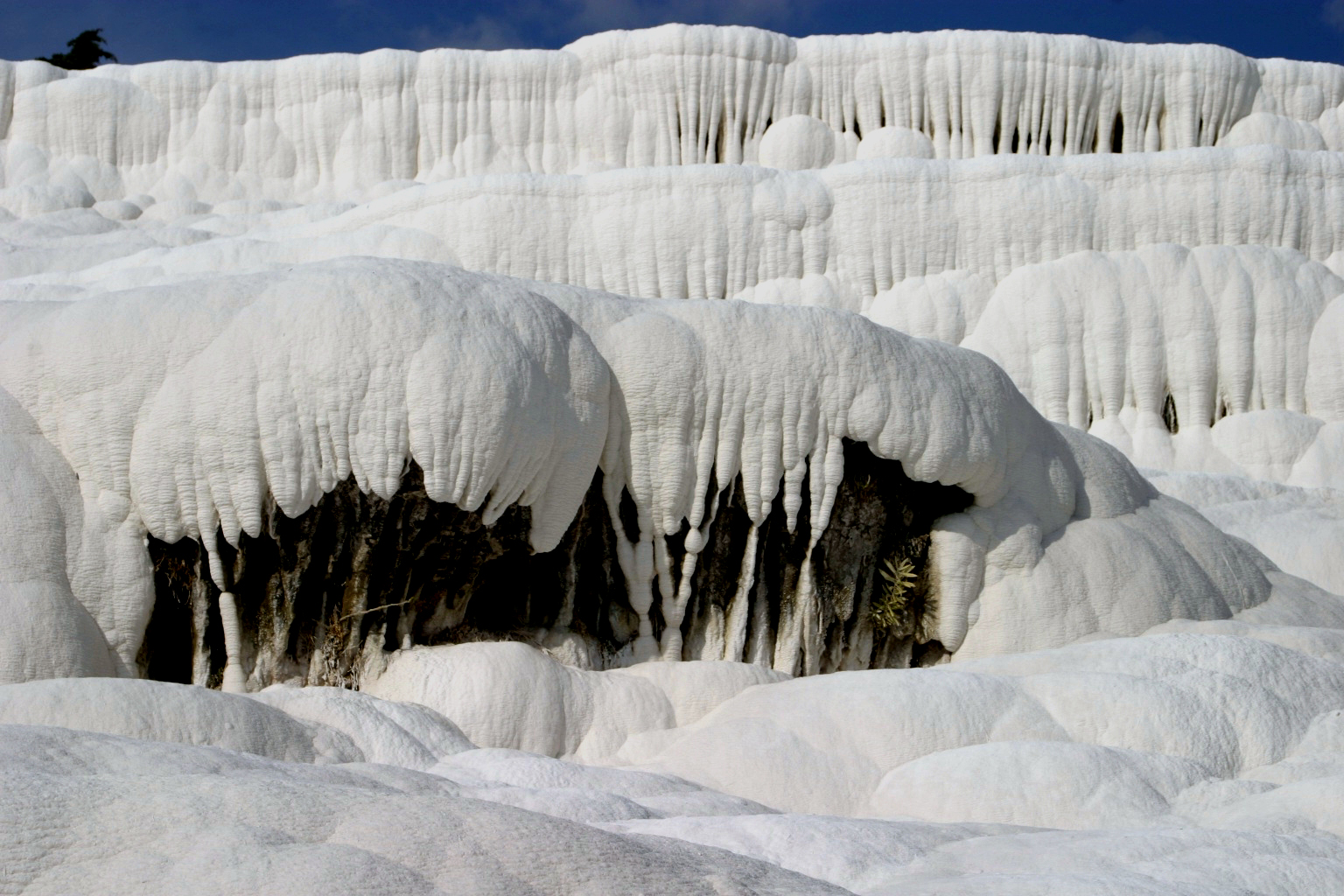
Cascades de travertí blanc a Pamukkale

La qualitat industrial del banc sedimentari depèn sobretot de com sigui de compacte. En general, però, el travertí és una pedra ferma i dòcil, utilitzable tant per a paviments com per a revestiments externs i interns, i fins i tot, en alguns casos, per fer escultures (Josep Maria Subirachs va utilitzar-la molt en escultura). La qualitat estètica ja ve definida pels arquitectes; en els últims cinquanta anys se n'han afinat molt els mètodes d'elaboració industrial i se n'han multiplicat els possibles tractaments.

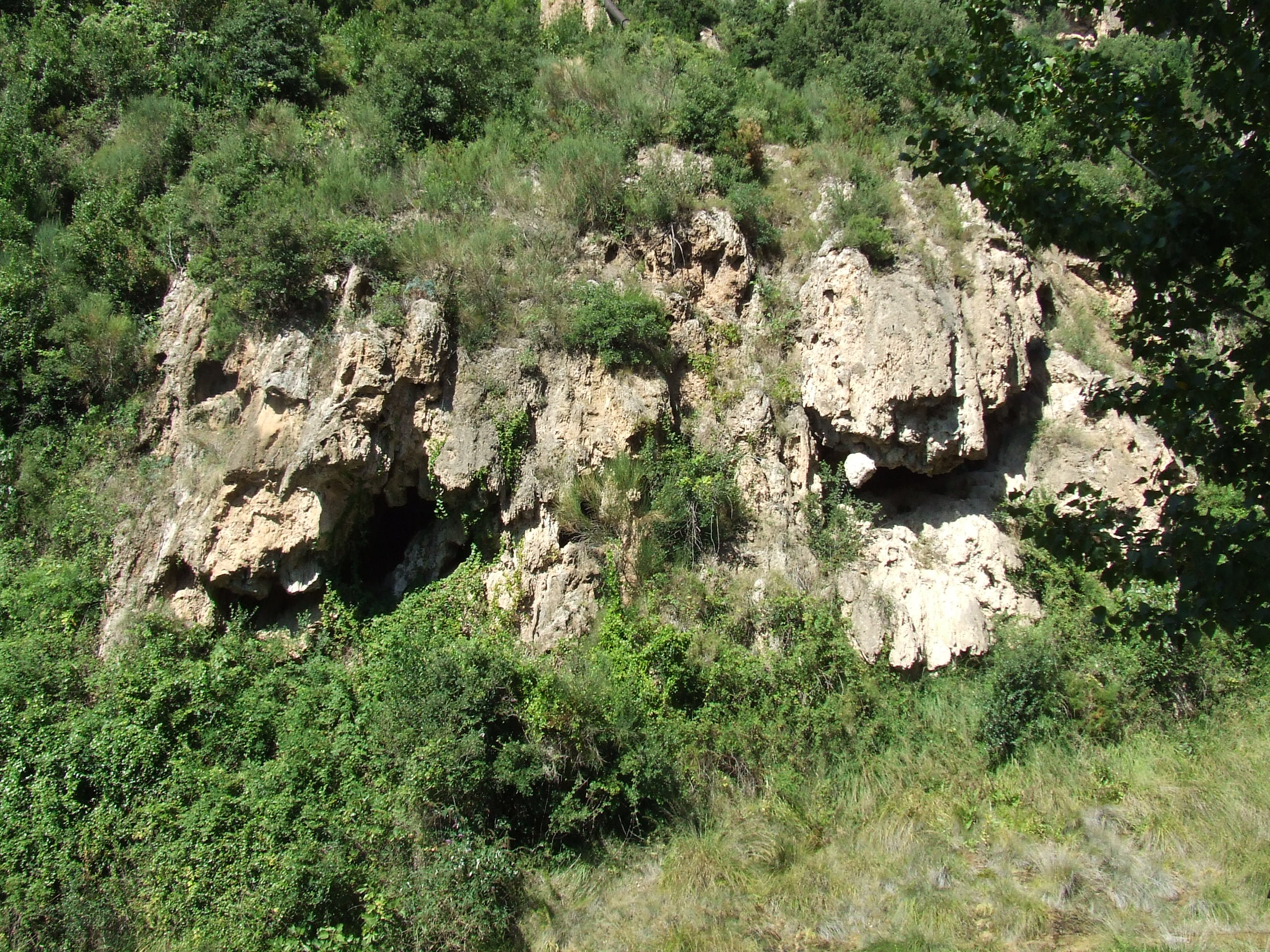
Travertí en formació prop de la Central del Fai, a Riells del Fai

Per tradició, és usat especialment a Itàlia, on els millors jaciments es troben al Laci (particularment a Tívoli, d'on prové el famós travertí romà, que els llatins anomenaven lapis tiburtinus), si bé també n'hi ha a la Toscana, a Úmbria i a les Marques; de fet, l'edifici més gran del món construït majoritàriament amb travertí és el Coliseu de Roma. També se n'extreu per a finalitats industrials al nord d'Àfrica (Tunísia), Amèrica (Xile, Perú, Mèxic, els Estats Units) i la península d'Anatòlia.
Paisatges de travertí conformen el Jura de Suàbia i el de Francònia, els Prealps septentrionals i les muntanyes eslovenes del Kras. El travertí ha format cascades espectaculars a Plitvice (Croàcia), Pamukkale (Turquia), Band-e Amir (Afganistan), la vall de Huanglong (Xina) i Semuc Champey (Guatemala).